# الإعاقة في فرنسا
يتأثر حوالي 12 مليون مواطن فرنسي بالإعاقة. يعود تاريخ نشاط ذوي الإعاقة في فرنسا إلى الثورة الفرنسية عندما تم الاعتراف بالالتزام الوطني بمساعدة المواطنين ذوي الإعاقة، ولكن "لم يكن واضحًا ما إذا كان ينبغي أن تكون هذه المساعدة عامة أم خاصة". بدأ المدنيون ذوو الإعاقة في تشكيل أولى الجمعيات للمطالبة بالمساواة في الحقوق والتكامل في القوى العاملة بعد الحرب العالمية الأولى. بين عامي 1940 و1945، توفي 45 ألف شخص من ذوي الإعاقات الذهنية بسبب الإهمال في المصحات النفسية الفرنسية. بعد الحرب العالمية الثانية، أنشأ آباء الأطفال ذوي الإعاقة والجمعيات الخيرية مؤسسات متخصصة للأطفال ذوي الإعاقة الذين لم يتمكنوا من الوصول إلى المدرسة. في عام 2018، بدأت الحكومة الفرنسية في طرح سياسة الإعاقة التي تهدف إلى زيادة بدل الإعاقة للبالغين ذوي الإعاقة إلى 900 يورو شهريًا، وتحسين إمكانية الوصول الرقمي إلى الخدمات العامة، وتطوير لغة سهلة القراءة والفهم من بين أهداف أخرى.

إدوارد مانيه، "شارع موسنييه مع الأعلام" (1878)؛ مشهد شارع مع العديد من الأعلام الفرنسية؛ شخصية معاقة (مبتورة تستخدم العكازات) تظهر بشكل بارز.

## التركيبة السكانية
وفقا للمعهد الوطني للإحصاء والدراسات الاقتصادية (المعهد الوطني للإحصاء والدراسات الاقتصادية)، في عام 2007 كان هناك 9.6 مليون شخص معاق يعيشون في فرنسا. في عام 2023، يعيش 140 ألف شخص من ذوي الإعاقة الذين تبلغ أعمارهم 16 عامًا فأكثر في مؤسسات متخصصة.

## تعريف

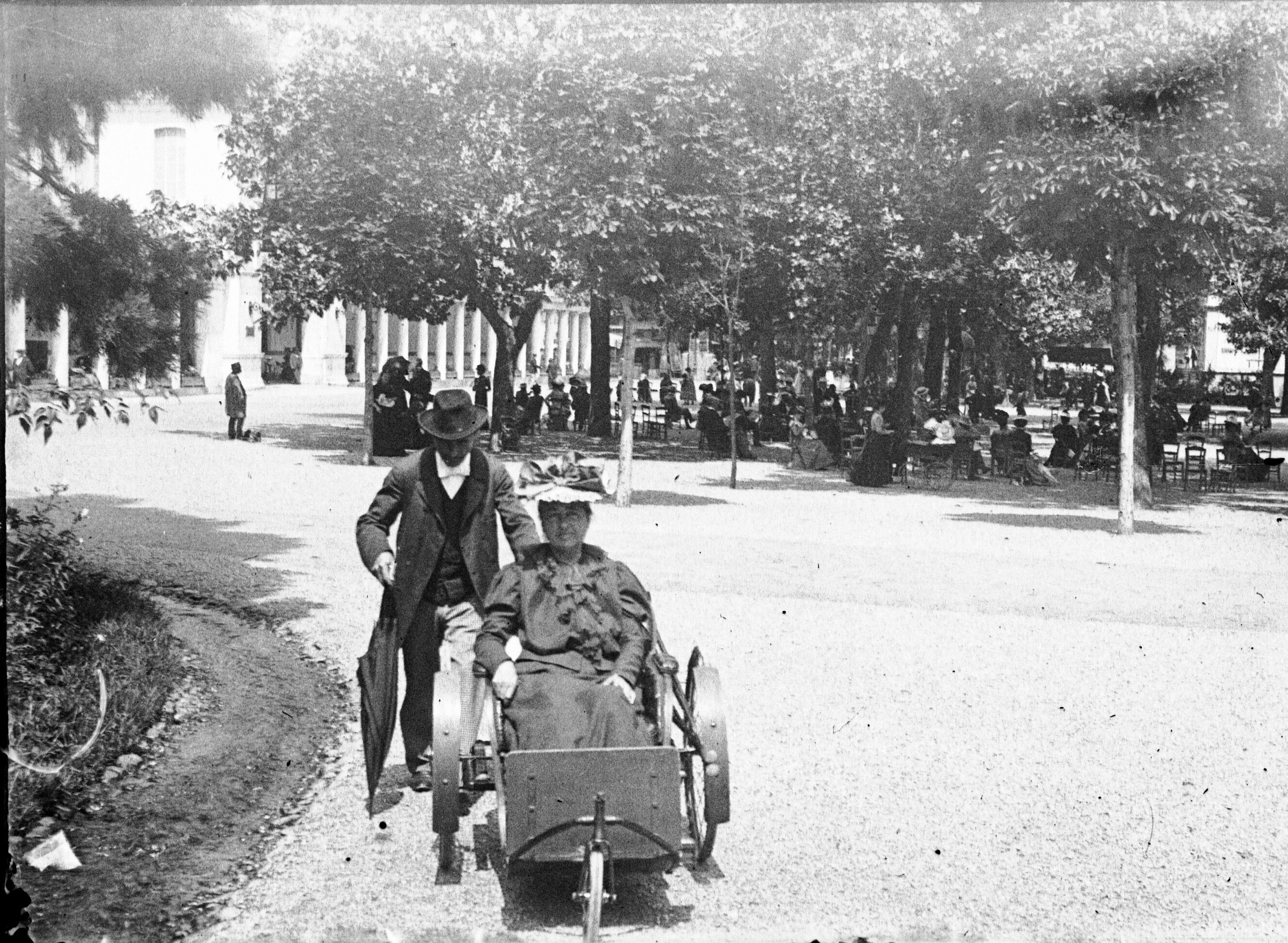
"السيدة غاردريول على كرسيها، لوشون" (9 يوليو 1899)، من مكتبة تولوز ؛ تتمتع المدن الفرنسية السياحية مثل بانيير دو لوشون بتاريخ طويل في استيعاب الأشخاص ذوي الإعاقات المختلفة.

يتم تعريف الإعاقة في المادة 114 من قانون الإعاقة لعام 2005 على أنها "أي قيود في المشاركة في المجتمع بسبب حالة جوهرية ودائمة تؤثر على الأداء البدني أو الحسي أو العقلي للشخص، والتي تشمل الاضطرابات المعرفية والنفسية والأمراض المزمنة المعوقة".  طلبت الأمم المتحدة من فرنسا تحديث تعريفها القانوني للإعاقة لأنه لا يأخذ في الاعتبار قيود المجتمع من خلال النهج القائم على حقوق الإنسان للإعاقة.

## السياسة والتشريعات
صادقت فرنسا على اتفاقية حقوق الأشخاص ذوي الإعاقة في عام 2010.
عندما انتخب رئيسًا لفرنسا في مايو 2017، أعلن إيمانويل ماكرون أن الإعاقة ستكون من أولويات فترة ولايته الممتدة لخمس سنوات.

### تقارير الأمم المتحدة عن فرنسا
لقد تعرضت فرنسا لانتقادات كثيرة بسبب استخدامها للنهج الطبي في التعامل مع الإعاقة بدلاً من النهج القائم على حقوق الإنسان كما هو منصوص عليه في اتفاقية حقوق الأشخاص ذوي الإعاقة.، والاستخدام المستمر للتحليل النفسي في علاج مرض التوحد.
في عام 2015، أدانت الأمم المتحدة فرنسا لوضعها صبيًا مصابًا بالتوحد يبلغ من العمر 16 عامًا في مستشفى للأمراض النفسية دون موافقته أو موافقة والدته. ويعتبر هذا النوع من الإيداع المؤسسي، والذي حدث بعد أيام قليلة من إرسال المراهق إلى معهد طبي تعليمي (IME)، حرمانًا من الحرية وانتهاكًا لأمنه بموجب القانون الدولي.  وفي 4 فبراير/شباط 2016، أعربت الأمم المتحدة عن قلقها إزاء حالات سوء معاملة الأطفال ذوي الإعاقة في المؤسسات وغياب الرصد المستقل لهذه المؤسسات. كما أعربت عن قلقها من أن أسلوب "التعبئة" (لف الطفل بملاءات باردة مبللة)، الذي يرقى إلى سوء المعاملة، لم يُحظر قانونيًا في فرنسا، على الرغم من حظره من قبل السلطات الصحية، ويقال إنه لا يزال يُمارس على بعض الأطفال المصابين باضطرابات طيف التوحد.
وفي عام 2017، زارت المقررة الخاصة للأمم المتحدة، كاتالينا ديفانداس أغيلار، فرنسا في الفترة من 3 إلى 17 أكتوبر.  وأشارت إلى أن التشريعات الفرنسية، وخاصة قانون الإعاقة لعام 2005 وكذلك قانون الصحة العقلية، لا تتوافق مع اتفاقية حقوق الأشخاص ذوي الإعاقة، وخاصة المادة 12 (الأهلية القانونية). ودعت السلطات التشريعية إلى إجراء مراجعة شاملة لكامل الإطار القانوني من أجل استكمال عملية التوافق القانوني، وفقا للمادة 4 (الالتزامات العامة) من الاتفاقية. وأشارت السيدة ديفانداس إلى أن فرنسا فشلت في تنفيذ ومراعاة التغيير في النموذج المطلوب بموجب الاتفاقية، وأن غالبية المسؤولين الذين التقت بهم خلال رحلتها إلى فرنسا لم يكونوا على علم بالتغييرات التي أحدثتها اتفاقية حقوق الأشخاص ذوي الإعاقة، ولم يشيروا إلا إلى القانون المحلي لعام 2005. وأعربت عن قلقها أيضًا بشأن نهج فرنسا في التعامل مع المؤسسات والذي يتعارض مع اتفاقية حقوق الأشخاص ذوي الإعاقة وهدف الإدماج الاجتماعي. أشارت اللجنة في تقريرها إلى أن الأطفال ذوي الإعاقة المسجلين في المدارس العادية "يواجهون عوائق متعددة في الحصول على التعليم على قدم المساواة مع الآخرين. وهذا لا يعود فقط إلى نقص البنية التحتية المُيسّرة، بل أيضًا إلى عدم وجود تدريب متخصص للمعلمين والمساعدين المدرسيين النظاميين، وعدم وجود تعديلات على المناهج الدراسية وترتيبات في الفصول الدراسية، مما يؤثر على جودة التعليم". وأعربت عن "قلقها البالغ" إزاء وضع حوالي 81,000 طفل مُودعين في مؤسسات طبية تعليمية منفصلة، وأوصت فرنسا بإغلاقها وتحويلها إلى مراكز موارد غير سكنية. "والأمر الأكثر إثارة للقلق هو أنه وفقاً لتقديرات غير رسمية، هناك ما يقرب من 12 ألف طفل ممن يطلق عليهم "الأطفال بلا حل" في فرنسا، وما يصل إلى 40 ألف طالب مصاب بالتوحد، والذين لا يتلقون أي تعليم على الإطلاق".
في عام 2021، زارت الأمم المتحدة فرنسا مرة أخرى، وأثار جوناس روسكوس، المقرر الخاص للأمم المتحدة لحقوق الأشخاص ذوي الإعاقة، نفس المخاوف بشأن النهج الطبي الفرنسي تجاه الإعاقة، والقضايا المتعلقة بالموافقة، وتعليم الأطفال ذوي الإعاقة.  لقد ظل جوهر المشكلة يتمثل في قانون الإعاقة الصادر عام 2005 والذي لم يكن منسجما بعد مع اتفاقية حقوق الأشخاص ذوي الإعاقة والذي يحدد النموذج الطبي، وخاصة المادة الأولى من قانون عام 2005، والتي تخلق ارتباكا بين الجمعيات الطبية ومنظمات الأشخاص ذوي الإعاقة. ويؤدي هذا إلى التمييز المنهجي ضد الأشخاص ذوي الإعاقة وإلى تضارب المصالح، حيث تقوم هذه الجمعيات الطبية أيضًا بإدارة المؤسسات. صرح السيد روسكوس أنه يشعر بخيبة أمل لرؤية مثل هذه المستويات المرتفعة من التمييز البنيوي في فرنسا  فيما يتعلق بالأشخاص ذوي الإعاقة "معربًا عن شكوكه في أن الشعار الفرنسي الحرية والمساواة والإخاء تم تطبيقه حقًا على الأشخاص ذوي الإعاقة".
في عام 2022، كتبت الأمم المتحدة رسالة إلى فرنسا أعربت فيها عن قلقها إزاء التهديدات بالترهيب الموجهة إلى أحد المعلمين المتخصصين في المعهد الطبي التعليمي (مؤسسة للأطفال ذوي الإعاقات الذهنية)، أوليفييه باوليني.  وأوضح أن المؤسسة لم تلتزم بالحد الأدنى من متطلبات الدراسة لأنها لم تعتبرها مهمة. وبما أنه لم يتم تقديم أي رد رسمي من قبل الحكومة الفرنسية، فقد قامت الأمم المتحدة بنشر الرسالة علنًا. 
خلال فحصها لحقوق الأطفال في فرنسا، في أبريل/نيسان 2023، ذكّرت الأمم المتحدة فرنسا بالعمل "الكبير للغاية" الذي يتعين عليها القيام به لضمان حقوق الأطفال ذوي الإعاقة.  وكان هؤلاء الأطفال "الذين لا حل لهم" موضع قلق خاص، وكذلك أولئك الذين يعيشون في بلجيكا على بعد عدة كيلومترات من عائلاتهم. وتظل اللجنة تشعر بالقلق إزاء ارتفاع أعداد الأطفال المودعين في المؤسسات والتمييز الذي يواجهه الأطفال ذوو الإعاقة في المدارس العادية. وأعربت اللجنة أيضا عن أسفها لأن متوسط تشخيص مرض التوحد في البلاد متأخر للغاية، إذ يبلغ في المتوسط 7 سنوات.
في 17 أبريل/نيسان 2023، قضى مجلس أوروبا بالإجماع بأن فرنسا انتهكت أربع مواد (11.1، 15.1، 15.3، و16) من ميثاق اللجنة الأوروبية للحقوق الاجتماعية بشأن الأشخاص ذوي الإعاقة. كانت صعوبة الوصول، ونقص فرص التعليم، ونقص القدرة على الوصول إلى الرعاية الصحية هي المجالات الرئيسية المثيرة للقلق.  وأشار المجلس إلى أن العديد من الأشخاص ذوي الإعاقة وأسرهم يعيشون في أوضاع مالية صعبة بسبب الحواجز التي يواجهونها.

### قانون الضمان الاجتماعي
يتم دفع مخصص تعليم الأطفال ذوي الإعاقة إلى والدي أو الأوصياء على بعض الأطفال ذوي الإعاقة. لكي يكون الطفل مؤهلاً، يجب أن يكون عمره أقل من 20 عامًا و: 
- تم تقييمه على أنه معاق بنسبة 80٪ على الأقل أو
- تم تقييمهم على أنهم يعانون من إعاقة بنسبة تتراوح بين 50 و79% ويحتاجون إلى معدات أو دعم متخصص في المدرسة
- لا يقيم في مؤسسة طبية اجتماعية حيث يتم تغطية التكلفة من قبل الدولة أو التأمين الصحي

## تعليم

### التعليم السائد
في عام 2022، التحق أكثر من 430 ألف طفل من ذوي الإعاقة بالمدارس العادية، مع أو بدون مساعدة فردية أو متبادلة، و/أو مع تعديلات تقنية أو غيرها.  قد يكون بعض هؤلاء الطلاب جزءًا من Unités localisées pour l'inclusion scolaire (ULIS) التي كان عددها 10,272 في عام 2022. يتم إدارة كل من الفصول الدراسية العادية وفصول ULIS من قبل وزارة التعليم.

#### الفصول الدراسية السائدة
تعتمد شروط الالتحاق بالفصول الدراسية العادية، في كل من التعليم الابتدائي والثانوي، على مدى خطورة الإعاقة.

#### وحدات محلية لدمج المدارس (ULIS)
يتيح برنامج ULIS للأطفال ذوي الإعاقة التعلم بالسرعة المناسبة لهم وبمنهج دراسي مخصص في مجموعة تتكون من حوالي 12 طالبًا. يعتمد عدد الفصول أو الأنشطة التي يجب حضورها في الفصل الدراسي العادي على الخطة الشخصية للطالب. 

### المؤسسات الطبية الاجتماعية
إذا لم يتمكن الطفل أو الشاب البالغ من الالتحاق بمدرسة عادية، فسيتم إعادة توجيهه نحو مؤسسة طبية اجتماعية، مثل المعهد الطبي التعليمي للأطفال ذوي الإعاقات الذهنية الذين تتراوح أعمارهم بين 3 إلى 20 عامًا، حيث يمكنهم أيضًا الحصول على أنواع مختلفة من العلاج بناءً على إعاقتهم.  تتم إدارة المؤسسات الطبية الاجتماعية من قبل وزارة الصحة، ويتم تمويلها من قبل الضمان الاجتماعي الفرنسي ويتم إدارتها من قبل جمعيات خاصة أو مؤسسات خيرية، مثل الصليب الأحمر الفرنسي.

#### التعاون مع المدارس العادية
خلال العام الدراسي 2022-2023، كان هناك حوالي 203 فرق من القطاع الطبي الاجتماعي يمكن تعبئتها لدعم الأطفال ذوي الإعاقة في المدارس العادية. 
منذ عام 2018، أنشأت الاستراتيجية الوطنية للتوحد  180 فصلًا دراسيًا للتوحد في دور الحضانة و90 فصلًا دراسيًا للتوحد في المدارس الابتدائية داخل المدارس العادية. وتندرج هذه الفئات ضمن القطاع الطبي الاجتماعي. 

## توظيف
التشريعات الثلاثة الرئيسية للعمال المعاقين في فرنسا هي: قانون العمل الفرنسي ("قانون العمل")،  قانون توظيف ذوي الإعاقة لعام 1987 ("Loi n° 87-517 du 10 juillet 1987 en faveur de l'emploi des travailleurs handicapés")  وقانون الإعاقة لعام 2005 ("Loi numero 2005-102 du 11 février" 2005 من أجل المساواة في الحقوق والفرص والمشاركة والمواطنة للأشخاص ذوي الإعاقة").  وقد وضع قانون توظيف العمال ذوي الإعاقة لعام 1987 نظام حصص لتوظيف الأشخاص ذوي الإعاقة. وقد نصت على أن أي شركة يزيد عدد موظفيها عن 20 موظفًا يجب أن تضمن أن يكون 6٪ على الأقل من موظفيها من العمال ذوي الإعاقة. 
ويتم تحقيق أهداف الحصص من خلال الجمع بين العقوبة والحوافز: حيث يتجنب أصحاب العمل دفع العقوبة قدر الإمكان ويتم تشجيعهم على توظيف الأشخاص ذوي الإعاقة والاحتفاظ بهم من خلال احتمال الحصول على الدعم المالي. تشير الأدلة إلى أن العديد من أصحاب العمل يفضلون دفع المساهمة بدلاً من التفكير في توظيف شخص من ذوي الإعاقة. أظهرت بيانات مركز معلومات سوق العمل التابع للاتحاد الأوروبي لعام 2009، والتي جمعتها الشبكة الوطنية للإحصاءات الاقتصادية، أن معدل توظيف الأشخاص ذوي الإعاقة (الذين تتراوح أعمارهم بين 20 و64 عامًا) في فرنسا بلغ 49.8%، مقارنة بـ 72.1% للأشخاص غير ذوي الإعاقة (51.5% للرجال ذوي الإعاقة و48.4% للنساء ذوات الإعاقة) 

### ورش عمل محمية
يتم تشغيل ورش العمل المحمية (Établissement(s) et Service(s) d'accompagnement par le travail - ESAT) من قبل وزارة الصحة. وبحسب تقرير صادر عن مجلس الشيوخ الفرنسي في عام 2023، تعمل ورش العمل المحمية كشبكة أمان تسمح للأشخاص ذوي الإعاقة "بالحصول على حياة مهنية واجتماعية". 3.1% فقط من القطاع الخاص في فرنسا يوظف الأشخاص ذوي الإعاقة. تأخرت السياسة العامة المتعلقة بالإعاقة في الوصول إلى فرنسا، مما يعني أنه قبل سبعينيات القرن العشرين، كان الأمر متروكًا للأفراد في شكل جمعيات ومؤسسات خيرية لتنظيم أنفسهم.  يخضع الهيكل الحالي لورش العمل المحمية لقانون الإعاقة لعام 2005. تقع ورش العمل المحمية في فرنسا ضمن القطاع الطبي الاجتماعي ولا ينطبق عليها قانون العمل (اعتبارًا من عام 2023).

### المؤسسات المُكيَّفة
المؤسسات المتكيفة (Entreprises adaptées) هي شركات في القطاع الخاص تقوم بتوظيف ما يصل إلى 55% من الأشخاص ذوي الإعاقة للمساعدة في إنتاجها. من أجل أن تصبح مؤسسة متكيفة، يجب التوصل إلى اتفاق مع السلطات المحلية. يمكن لهذه الشركات أن تتلقى عدة أنواع من المساعدات المالية لكل شخص من ذوي الإعاقة يعمل لديها. يخضع موظفو المؤسسات المعدلة لقانون العمل ولديهم عقود مؤقتة. 

## ثقافة الإعاقة

### الفنون
هناك عدد قليل من الفعاليات الفنية المخصصة للأشخاص ذوي الإعاقة بشكل منتظم في فرنسا.
- الفن والديكور (French: Art et Déchirure) هو مهرجان متعدد الفنون يضم فنانين ومؤدين يعانون من أمراض عقلية. يقام سنويا منذ عام 1988 في روان، نورماندي.
- كلين دولييل (French: Clin d'Œil هو مهرجان للفنون الأدائية يقام كل عامين منذ عام 2003، ويضم لغة الإشارة الفرنسية ويستضيفه ريمس. [37]

### رياضة
شاركت فرنسا في دورة الألعاب البارالمبية الافتتاحية عام 1960 في روما، وشاركت في كل نسخة من دورة الألعاب البارالمبية الصيفية والشتوية منذ ذلك الحين. كانت فرنسا الدولة المضيفة لدورة الألعاب البارالمبية الشتوية عام 1992.
قدم يوجين روبنز ألكايس دورة الألعاب الأولمبية للصم في باريس عام 1924.  شاركت فرنسا في جميع دورات الألعاب الأولمبية للصم. 

## توحد
وفقًا للجمعيات والجمعيات الأبوية الفرنسية، فإن فرنسا "متأخرة بخمسين عامًا" عندما يتعلق الأمر بعلاج مرض التوحد.  إن الاعتقاد الراسخ بأن التوحد هو مرض ذهاني والاعتماد على التحليل النفسي الفرويدي كشكل مناسب للعلاج يعني أن العديد من الأطفال المصابين بالتوحد لا يتم تشخيصهم أو يتم وضعهم في مستشفيات للأمراض النفسية؛ بل إن بعضهم يتم أخذهم بعيدًا عن والديهم.
في عام 2011، كان فيلم Le Mur (باللغة الإنجليزية، The Wall)، وهو فيلم وثائقي من إخراج صوفي روبرت حول استخدام التحليل النفسي لعلاج مرض التوحد في فرنسا، موضوع قضية في المحكمة.  يزعم الفيلم أنه في حين اعتبر بقية العالم التوحد اضطرابًا في النمو العصبي، إلا أن القطاع في فرنسا ظل خاضعًا لسيطرة التحليل النفسي، الذي يرى التوحد باعتباره ذهانًا ناجمًا عن صعوبات في العلاقات وينجم في نهاية المطاف عن تصرفات الأم (انظر: نظرية الأم الثلاجة). يتكون العلاج في كثير من الأحيان من جلسات العلاج النفسي بين الأم والطفل بهدف إصلاح العلاقة المذكورة. وقد رفع ثلاثة من المحللين النفسيين الذين ظهروا في الفيلم دعوى قضائية ضد السيدة روبرت وفازوا بقضيتهم، وتم حظر الفيلم. وفي العام التالي، أي في عام 2012، ألغت محكمة الاستئناف الحكم. 
في عام 2012، أعلنت الهيئة العليا للصحة الفرنسية (Haute autorité de santé) علنًا أن التحليل النفسي واستخدام العلاج النفسي المؤسسي ليسا شكلين متفق عليهما لعلاج التوحد.  وفي العام نفسه، نشرت صحيفة لوموند مقالاً بقلم يحزقيل بن آري، وهو عالم أعصاب، ونوشين حاجيخاني، وهو عالم أعصاب، وإريك ليمونير، وهو طبيب نفسي للأطفال، يندد باستخدام التحليل النفسي في علاج التوحد بسبب عدم وجود أدلة علمية على فعاليته. 
تدخلت الأمم المتحدة في قضية الصبي تيموثي د. البالغ من العمر 16 عامًا والذي يعاني من مرض التوحد.  في عام 2016، أدانوا وضعه في مستشفى للأمراض النفسية حيث مُنعت والدته من رؤيته (بعد بضعة أيام قضاها في معهد طبي تعليمي حيث تم إعادة توجيهه بعد أن أمضى دراسته بالكامل في مدرسة عادية، وبعد تقديم مذكرة اعتقال أوروبية بعد فرار الأسرة إلى أيرلندا).  صرحت المقررة الخاصة المعنية بحقوق الأشخاص ذوي الإعاقة، كاتالينا ديفانداس-ألغيلار، قائلةً: "إن إيداع تيموثي د. في وحدة للطب النفسي يُعد انتهاكًا خطيرًا لحقه في الحرية والأمان، وفيما يتعلق بصحته البدنية والعقلية."  وأكد المقرر المعني بالحق في الصحة، داينيوس بوراس، هذا البيان. 
وفي العام نفسه، ذكرت الأمم المتحدة في تقريرها عن فرنسا أن الأطفال المصابين بالتوحد "لا يزالون يتعرضون لانتهاكات واسعة النطاق لحقوقهم".  وأدانوا استخدام "التغليف" (لف شخص ما بملاءات باردة ورطبة أثناء إصابته بنوبات ذهانية) والذي يعتبر بمثابة معاملة سيئة. على الرغم من حظر التعبئة والتغليف منذ عام 2012 في فرنسا، إلا أنها لا تزال تستخدم لعلاج الذهان، مع استمرار بعض الدراسات حول التعبئة والتغليف.[بحاجة لمصدر]
في عام 2017، كانت "قضية راشيل" معركة قضائية رفيعة المستوى لأم مصابة بالتوحد تم إبعاد أطفالها المصابين بالتوحد أيضًا عنها  ووضعهم في منازل حاضنة. أطلقت العديد من الجمعيات عرائض تزعم أن عدم فهم السلطات لمرض التوحد هو السبب.
زعمت جامعة كامبريدج في مقال بعنوان " التحليل النفسي في علاج التوحد: لماذا تعتبر فرنسا حالة شاذة ثقافيا؟ " في ديسمبر 2020، أن المؤيدين الفرنسيين للتحليل النفسي يقولون إنها مسألة تفضيل ثقافي. ومع ذلك، فإن مؤلفي المقال يؤكدون أن التحليل النفسي في فرنسا محمي من النقد من خلال شبكات تعليمية وسياسية قوية. 
إذا كان هناك اشتباه في الإصابة بالتوحد، فمن المستحسن الحصول على تشخيص من مركز موارد التوحد الإقليمي (Center ressource autisme) والذي تم إنشاؤه في عام 2005.  في عام 2022، تم تسجيل 44000 طالب مصاب بالتوحد في المدارس العادية. 